# Platyptilia kaijadoensis
Platyptilia kaijadoensis – gatunek motyli z rodziny piórolotkowatych.
Gatunek ten opisany został w 2011 roku przez Ceesa Gielisa, na podstawie pojedynczego samca.
Motyl o ciele ciemnoszarobrązowym z ciemnobrązową głową, a czułkami ciemnobrązowo i szarobrązowo obrączkowanymi. Przednie skrzydła mają rozpiętość 20 mm, wcięte są od 7/11 długości, z wierzchu są szarobrązowe z ciemnobrązowymi znakami, od spodu czarnobrązowe, z obu stron z jasnymi, wąskimi liniami subterminalnymi na obu piórkach. Skrzydła tylne z wierzchu szarobrązowe z czarnobrązową łatką u nasady drugiego piórka, od spodu czarnobrązowe z czarnymi łuskami na żyłkach. Strzępiny przednich skrzydeł są szare z białawą łatką z wierzchu, tylnych zaś ciemnoszare. Na trzecim piórku skrzydeł tylnych występują ząbkowate łuski. Samiec ma symetryczne, wydłużone walwy i duży unkus.
Owad afrotropikalny, znany tylko z Kajiado w Kenii.